# Manuel Castellanos
Manuel Castellanos va ser un músic i compositor espanyol del segle xix. Va ser l'autor de Música infantil. Aires provinciales españoles y portugueses, en col·laboració amb el mestre Vicente Ramírez Brunet, on s'utilitzava la música aplicada a l'estudi de la geografia d'Espanya i de Portugal. Hom afirma que l'obra va obtenir una gran acollida i va merèixer un premi a l'Exposició de Cadis de 1879.